# Cantó de Varenas
El cantó de Varenas (occità) o de Varennes-sur-Allier (francès) és un cantó al districte de Vichèi (departament de l'Alier, regió d'Alvèrnia-Roine-Alps). Inclou 15 municipis i el cap cantonal és Varennes-sur-Allier, a més d'aquest municipi inclou els de Bilhi, Boucé, Créchy, Langy, Magnet, Montaigu-le-Blin, Montoldre, Rongères, Saint-Félix, Saint-Gérand-le-Puy, Saint-Germain-des-Fossés, Saint-Loup, Sanssat i Seuillet.
| Data d'elecció                           | Identitat                | Partit                        | Qualitat |
| ---------------------------------------- | ------------------------ | ----------------------------- | -------- |
| 1970-2001                                | Gérard Bertucat          | RPR                           |          |
| 2001-                                    | Élisabeth Albert-Cuisset | Unió Republicana del Borbonès |          |
| les dades anteriors no són pas conegudes |                          |                               |          |
|                                          |                          |                               |          |

| 1962   | 1968   | 1975   | 1982   | 1990   | 1999   | 2007   |
| ------ | ------ | ------ | ------ | ------ | ------ | ------ |
| 14.247 | 15.645 | 15.353 | 15.052 | 15.202 | 14.641 | 14.505 |